# Wilfried Hochholdinger

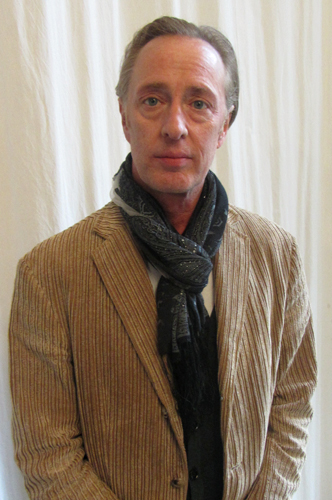
Fotografía de Wilfried Hochholdinger

Wilfried Hochholdinger (Bamberg, 8 de octubre de 1962) es un actor y locutor alemán.

## Biografía
Completó su formación en la escuela de Otto Falckenberg de Múnich y tras años en teatro, se hizo popular con películas y series de televisión.
Además de su carrera como actor, toca varios instrumentos: guitarra, piano, saxofón, violín.